# Apasra Hongsakula
Apasra Hongsakula (thaï : อาภัสรา หงสกุล ; RTGS: Aphatsara Hongsakun ; API : [ʔàː.pʰát.sā.rāː hǒŋ.sā.kūn]), surnommée Pook (ชื่อเล่น : ปุ๊ก), née le 16 janvier 1947 à Bangkok, est une femme thailandaise qui a été élue Miss Thaïlande 1964 et Miss Univers 1965,, (elle succède à Corinna Tsopei). C'est la première Thaïlandaise à avoir remporté ce titre (Porntip Nakhirunkanok est la seconde Thaïlandaise a remporter le titre de Miss Univers en 1988),,.

## Biographie
En 1967, elle se marie avec M.R. Kieatikhun Kitiyakara, un membre de la famille royale thaïlandaise, cousin de la reine Sirikit. Ils ont un fils et elle divorce en 1969.
En 1985, elle se marie avec Suthikiati Chirathivat, un membre d'une des plus riches familles de Thaïlande (cette famille est propriétaire du conglomérat Central Group et fait partie des principaux actionnaires du journal anglophone thaïlandais Bangkok Post), et ils ont un fils. Elle divorce en 1995.